# Georgia Lara
Georgia Lara (in greco Γεωργία Λαρά?; 31 maggio 1980) è una pallanuotista greca, vincitrice di una medaglia d'oro con la nazionale greca alla world league di Kirishi del 2005 e di due medaglie d'argento ai giochi olimpici di Atene 2004 e agli europei di Eindhoven del 2012.